# Draksin
Draksin (cyr. Драксин) – wieś w Serbii, w okręgu zlatiborskim, w gminie Bajina Bašta. W 2011 roku liczyła 121 mieszkańców.